# Sant Martí de Capellada
Sant Martí de Capellada és una petita capella del municipi de Besalú (Garrotxa). Forma part de l'Inventari del Patrimoni Arquitectònic de Catalunya.

## Descripció
Es tracta d'una petita capella de planta rectangular, amb un absis orientat a l'est i una porta formada per un arc de mig punt en el qual hi ha inscrita una llinda. L'interior, de dimensions molt reduïdes està cobert amb volta de canó i, com a particularitat s'hi observa, a les parets laterals un banc seguit. Hi ha també un petit altar de pedra a la part davantera.

## Història
El primer esment sobre Capellada apareix al voltant de l'any 1000 en relació amb una permuta de béns entre el comte Bernat de Tallaferro i la canònica de Santa Maria. L'any 1104, després de l'esfondrament de l'església de Sant Martí de Juïnyà, es va construir un nou temple amb advocació a Sant Martí que va donar forma al que és el temple actual.
Originàriament la capella de Sant Martí era una construcció romànica, però el terratrèmol i les inundacions del 1426 van esfondrar l'edifici, que ser reconstruït al segle XV. Al llarg dels segles fou àmpliament reformada, entre altres coses se li va afegir un senzill campanar i un pilar a l'interior per a sustentar-lo. Com a parròquia, la petita església de Sant Martí havia arribat a tenir una considerable activitat. especialment al segle XIV. Posteriorment va entrar en decadència fins al seu total abandonament.
L'any 2014 a petició de l'Ajuntament de Besalú, van començar les obres de rehabilitació par a paliar un mal estat general de l'edifici, nombroses esquerdes i filtracions d'aigua. La restauració va permetre reforçar l'estructura sense afegir-ne elements massa moderns preservant d'aquesta manera les formes originals. Durant la restauració a l'interior de l'edifici es van descobrir pintures murals del segle xv, xvii i xviii que havien decorat la nau i l'absis, corresponents a les diferents èpoques estilístiques des del gòtic al barroc. La restauració ha deixat a la vista diferents testimonis de cadascuna de les èpoques i ha portat proves que a l'absis hi havia hagut un gran retaule central, ara desaparegut.
L'any 2016 l'artista Duvan López va realitzar a la capella una intervenció artística multidisciplinària amb diferents formats artístics: pintures a l'oli, obres digitals, escultures en ferro i metacrilat que constitueixen elements permanents de la capella. Una de les obres més destacables de la capella és l'escultura de l'Avatar que expressa la preocupació per la conservació i la protecció dels recursos naturals.

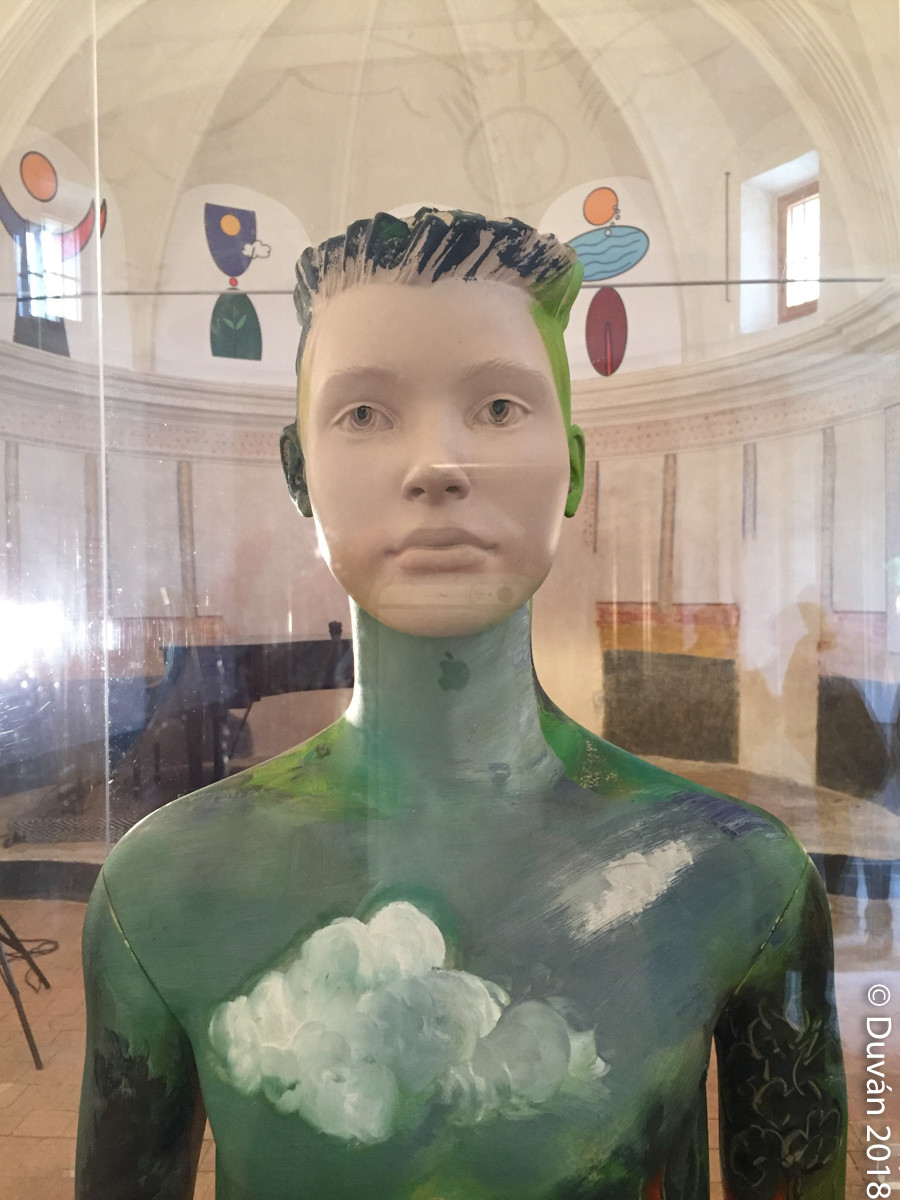
Escultura de l'Avatar - una de les obres a la capella